# Базати (Лука)
Базати је насеље у Италији у округу Лука, региону Тоскана.
Према процени из 2011. у насељу је живело 154 становника. Насеље се налази на надморској висини од 421 м.